# Sibatania placata
Sibatania placata är en fjärilsart som beskrevs av Louis Beethoven Prout 1925. Sibatania placata ingår i släktet Sibatania och familjen mätare. Inga underarter finns listade i Catalogue of Life.